# Brilliant Dream
『Brilliant Dream（ブリリアント ドリーム）』は、2006年7月5日にリリースされた中川翔子のデビューシングル。

## 概要
- 中川翔子名義での歌手・CDデビュー作品。[1]
- ジャケットやミュージック・クリップの撮影には、中川の愛猫のマミタスが参加している。
- デビューイベント「しょこたん☆まつり」を開催した。[2]
  - 7月5日、第1部池袋噴水広場、第2部ネットらぢお編
  - 7月9日、第3部千里セルシー広場

## 作品情報

### 仕様
- 初回プレス盤特典
  - 「しょこたん」トレーディングカードランダム1枚封入（各2種類、計4種類）
  - ジャケットは別絵柄。
- 規格品番
  - SRCL-6291/2 【CD+DVD】
  - SRCL-6293 【CD+DVD】

## 収録曲

### CD
1. Brilliant Dream（作詞・作曲：sabohani 編曲：磯崎健史）
ミュージック・クリップではイメージ衣装の他、コスプレを含め全12種類の衣装が用意された。撮影は浅草寺、東京タワー、秋葉原など都内各所で行われた。ちなみにメイキング映像で登場する黒猫は、愛猫のルナである。
2008年3月19日に発売された中川の1stアルバム『Big☆Bang!!!』にはリアレンジが施されたバージョンが収録されている。こちらは「snow tears」などを手掛けたnishi-kenによるテクノポップ調のアレンジになっている。
2. CAT Life（作詞: 青山紳一郎、作曲: Cypher, 編曲: 森山フラミンゴ）
猫に恋心を重ねて歌った曲。詞中には、猫を泣き声を模したコーラスが入っている他、中川自身が実際に飼っている「マミタス（マミ）」、「ルナ」、「ちび太」の名前が登場する。
3. Brilliant Dream -オリジナル・カラオケ- （作曲：sabohani 編曲：磯崎健史）
4. お江戸はカーニバル!（唄：sabohani, 作詞・作曲・編曲：磯崎健史）
ボーナストラックとして収録された、お囃子とトランスを合わせたような曲。
なお、この曲のボーカルは中川翔子ではなく、「Brilliant Dream」の作詞・作曲を手がけたsabohaniである。
5. お江戸はカーニバル! -オリジナル・カラオケ-

### CD + DVD
Disc-1
1. Brilliant Dream
2. CAT Life
3. Brilliant Dream -オリジナル・カラオケ-
4. お江戸はカーニバル!
5. お江戸はカーニバル! -オリジナル・カラオケ-

Disc-2
1. Brilliant Dream -ミュージッククリップ-
2. brilliant Dream -特別編- しょこたんとデート～東京名所めぐり～（ミュージッククリップ・メイキング）

## タイアップ
Brilliant Dream
- UHFアニメ（全国11局放送） 『吉宗』 - オープニングテーマソング

お江戸はカーニバル!
- UHFアニメ（全国11局放送） 『吉宗』 - エンディングテーマソング